# Beihai
Beihai is een stadsprefectuur in het zuiden van de zuidelijke regio Guangxi, Volksrepubliek China. De prefectuur heeft 1.539.300 inwoners. De stad heeft een groot havengebied en profiteert sinds 2006 van de groeiende Chinese economie. De bevolking hier spreekt een Kantonees dialect.
De plaatsnaam Beihai betekent letterlijk: ten noorden van de zee. De Noordzee heet in het Chinees ook Beihai.
In de 19e eeuw is Beihai enige tijd bezet geweest door de Fransen, die de stad bij Indochina wilden inlijven. Na korte tijd werden de Fransen weer uit Beihai verdreven. In de stad staan nog diverse historische panden die herinneren aan de Franse tijd. Vóór de oprichting van Volksrepubliek China, maakte deze stadsprefectuur uit van de provincie Guangdong.

## Partnersteden
- Gold Coast (Australië), sinds 1997